# Céphale et Procris (Jacquet de la Guerre)
Céphale et Procris (título original en francés; en español, Céfalo y Procris) es una ópera en cinco actos con un prólogo alegórico con música de Élisabeth Jacquet de La Guerre y libreto de Joseph-François Duché de Vancy, basado vagamente en el mito de Céfalo y Procris como se cuenta en Las metamorfosis de Ovidio. Adopta la forma de una tragédie en musique. Se estrenó en la Ópera de París el 17 de marzo de 1694.
No es sorprendente que la música muestre la influencia de Jean-Baptiste Lully, el fundador del género francés de la tragédie en musique, quien había muerto menos de una década antes. Pero Jacquet de La Guerre añadió toques originales propios de ella a la fórmula lulliana, como una tranquila conclusión en lugar del esperado coro final. 
Es una ópera poco representada en la actualidad; en las estadísticas de Operabase aparece con solo una representación en el período 2005-2010, siendo la más representada de Jacquet de la Guerre.

## Grabación
- Céphale et Procris; con solistas y el conjunto Musica Fiorita,[7] dirigido por Daniela Dolci[8] (ORF Alte Edition, 2008, 2 CD).